# Heteroscyphus hyalinus
Heteroscyphus hyalinus là một loài rêu tản trong họ Geocalycaceae. Loài này được (Stephani) A. Srivast. & S.C. Srivast. mô tả khoa học lần đầu tiên năm 2002.